# Peridroma nigrocosta
Peridroma nigrocosta là một loài bướm đêm trong họ Noctuidae.